# Syndipnus lateralis
Syndipnus lateralis là một loài tò vò trong họ Ichneumonidae.